# Timothy Kitum
Timothy Kitum (n. 20 noiembrie 1994, Marakwet District⁠(d), Kenya) este un semifondist ce a reprezentat Kenya, medaliat olimpic. A participat la o ediție a Jocurilor Olimpice (2012) în care a câștigat o medalie de bronz în proba de 800 de metri.

## Palmares
| An   | Competiție                              | Locație                      | Loc | Eveniment | Note    |
| ---- | --------------------------------------- | ---------------------------- | --- | --------- | ------- |
| 2011 | Campionatul Mondial de Juniori (sub 18) | Lille, Franța                | 3   | 800 m     | 1:44,98 |
| 2012 | Campionatul Mondial în sală             | Istanbul, Turcia             | 9   | 800 m     | 1:48,22 |
| 2012 | Campionatul Mondial de Juniori          | Barcelona, Spania            | 2   | 800 m     | 1:44,56 |
| 2012 | Jocurile Olimpice                       | Londra, Marea Britanie       | 3   | 800 m     | 1:42,53 |
| 2015 | Ștafetele Mondiale                      | Nassau, Bahamas              | –   | 4x800 m   | DS      |
| 2015 | Jocurile Panafricane                    | Brazzaville, Republica Congo | 4   | 800 m     | 1:50,93 |
| 2017 | Ștafetele Mondiale                      | Nassau, Bahamas              | 2   | 4x800 m   | 7:13,70 |

## Legături externe
- Materiale media legate de Timothy Kitum la Wikimedia Commons
- en Timothy Kitum la World Athletics
- en Timothy Kitum la Olympedia.org